# 子夜白光
子夜白光，是日本純種競賽馬匹。生涯活躍於一哩賽事，曾勝出2018年維多利亞一哩賽。

## 出賽前
2013年5月2日出生於北海道白老町白老牧場，成長途中於一口馬主俱樂部G1 Racing Co. Ltd.進行馬主募集。
其後交由栗東訓練中心練馬師西園正都訓練。

## 競賽生涯

### 3歲
由於其出生日期較慢且體型較爲細小，因而陣營決定延期其出賽時間，待成長過後終於於2016年4月23日出戰京都競馬場3歲未勝利戰，於其中取得第五。
其後出戰另一場3歲未勝利，最終以1 1/4馬位差距落後於頭馬得第二。
6月12日第三度出戰3歲未勝利戰，成功於其中取得勝利，但於其後的條件戰都井岬特別發揮不佳僅第五。
8月出戰鳥栖特別取得亞軍後，成功於3歲以上500萬獎金以下條件戰及衣笠特別取得連勝。

### 4歲
2017年以條件戰渦潮錦標作爲首戰，比賽途中採取先行戰術於第三左右的位置推進，進入直路後成功衝出並拉開後方1 3/4馬位獲勝。
4月8日出戰阪神牝馬錦標，比賽途中再度使用先行戰術搭配直路的加速，可惜本次比賽其未能抵擋後方覓奇妃及領銜女角的追擊，最終以第三完賽。
5月14日出戰維多利亞一哩賽，雖然進入直路後處於先頭的有利位置，但未能最大程度加速之下被後方的領銜女角及電工使者超越，再度以第三完賽。
入秋後其爲了累積獎金，選擇出戰條件戰秋風錦標，並於其中順利獲得優勝。
其後出戰女皇伊利沙伯二世盃，雖然比賽途中成功逐步爬升，但進入直路後卻因爲右前腳的疼痛症狀造成其無法加速，最終失速之下以第十六打敗。

### 5歲
2018年年初陣營經已將目標定爲維多利亞一哩賽，並以前哨戰阪神牝馬錦標作爲熱身，但於其中僅取得第五。
5月13日按照計劃出戰維多利亞一哩賽，由於其此前僅勝出條件戰級別的賽事，因而僅獲得第八人氣。比賽開始後，其處於中團位置展開追走，並於比賽途中一直保持穩定的節奏。進入直路後，其順勢抽出外檔以避開內欄因天雨導致的軟地，隨即望空加速衝出。直路最後200米時候，子夜白光憑藉其凌厲的衝刺成功超越領先的Red Avancer，然而此時處於大外檔的雍容白荷亦從後殺上，兩駒爭奪先頭下以平頭姿態通過終點線。最終經過照片判定，賽會確認子夜白光以20厘米優勢壓過對手，成功以爆冷的姿態奪得首個一級賽冠軍。
其後陣營慎重考慮過後，決定避戰安田紀念並安排其前往放草。
放草過後於10月13日出戰府中牝馬錦標，於其中跑獲第四的不俗戰績。
11月18日出戰一哩冠軍賽，由於主戰騎師幸英明因落馬導致右手手肘開放性骨折，因而由石川裕紀人代打策騎。比賽開始後，其選擇於中團位置追走，但於直路無法衝出之下僅獲得第六。
其後陣營原定打算安排其遠征香港出戰香港一哩錦標，但因被排除於出賽名單外而轉戰阪神盃，最終以第五完賽。
完成阪神盃後陣營宣佈安排其退役，並於2019年1月11日取消日本中央競馬會的賽駒註冊。

### 詳細賽績
| 日期       | 舉辦國家 | 馬場 | 距離   | 級別 | 賽事名稱           | 負重 | 騎師       | 馬號 | 出馬 | 名次 | 時間   | 頭馬（二馬）        |
| ---------- | -------- | ---- | ------ | ---- | ------------------ | ---- | ---------- | ---- | ---- | ---- | ------ | ------------------- |
| 23/4/2016  | 日本     | 京都 | 草1600 |      | 3歲未勝利          | 54   | 武豐       | 10   | 18   | 5    | 1:35.1 | Terra Nova          |
| 22/5/2016  | 日本     | 京都 | 草1600 |      | 3歲未勝利          | 54   | 幸英明     | 7    | 18   | 2    | 1:34.3 | Luggnagg            |
| 12/6/2016  | 日本     | 阪神 | 草1600 |      | 3歲未勝利          | 54   | 幸英明     | 12   | 18   | 1    | 1:34.1 | （Satono Kenshiro） |
| 6/8/2016   | 日本     | 小倉 | 草2000 |      | 都井岬特別         | 52   | 武豐       | 12   | 13   | 5    | 2:01.2 | 一流代步            |
| 28/8/2016  | 日本     | 小倉 | 草2000 |      | 鳥栖特別           | 52   | 幸英明     | 2    | 10   | 2    | 2:02.6 | Once in a Life      |
| 30/10/2016 | 日本     | 京都 | 草1600 |      | 3歲以上500萬獎以下 | 53   | 幸英明     | 7    | 13   | 1    | 1:34.6 | （Suzuka Birdie）   |
| 20/11/2016 | 日本     | 京都 | 草1800 |      | 衣笠特別           | 53   | 幸英明     | 5    | 15   | 1    | 1:48.1 | （領銜女角）        |
| 11/3/2017  | 日本     | 阪神 | 草1600 |      | 渦潮錦標           | 55   | 幸英明     | 1    | 11   | 1    | 1:33.8 | （Lavender Valley） |
| 8/4/2017   | 日本     | 阪神 | 草1600 | GII  | 阪神牝馬錦標       | 54   | 幸英明     | 8    | 16   | 3    | 1:34.6 | 覓奇妃              |
| 14/5/2017  | 日本     | 東京 | 草1600 | GI   | 維多利亞一哩賽     | 55   | 幸英明     | 3    | 17   | 3    | 1:34.1 | 領銜女角            |
| 30/9/2017  | 日本     | 中山 | 草1600 |      | 秋風錦標           | 55   | 幸英明     | 2    | 14   | 1    | 1:34.8 | （鎮守邊疆）        |
| 12/11/2017 | 日本     | 京都 | 草2200 | GI   | 女皇伊利沙伯二世盃 | 56   | 幸英明     | 13   | 18   | 16   | 2:15.6 | 魔族之鳥            |
| 7/4/2018   | 日本     | 阪神 | 草1600 | GII  | 阪神牝馬錦標       | 54   | 幸英明     | 1    | 13   | 5    | 1:35.0 | 豹俠女              |
| 13/5/2018  | 日本     | 東京 | 草1600 | GI   | 維多利亞一哩賽     | 55   | 幸英明     | 4    | 18   | 1    | 1:32.3 | （雍容白荷）        |
| 13/10/2018 | 日本     | 東京 | 草1800 | GII  | 府中牝馬錦標       | 56   | 幸英明     | 6    | 11   | 4    | 1:45.0 | 迪雅卓              |
| 19/11/2018 | 日本     | 京都 | 草1600 | GI   | 一哩冠軍賽         | 55   | 石川裕紀人 | 6    | 16   | 6    | 1:33.6 | 絕嶺之峽            |
| 22/12/2018 | 日本     | 阪神 | 草1400 | GII  | 阪神盃             | 55   | 杜滿萊     | 15   | 16   | 5    | 1:21.7 | 天麗光輝            |

## 退役後
退役後，子夜白光成爲了繁殖雌馬，於北海道白老町白老牧場休養，在2019年進行配種。首匹子嗣Joule Heat於2020年出生，可於2022年出賽。

### 詳細繁殖資料
| 數目   | 馬名           | 出生年 | 性別 | 父系     | 練馬師         | 馬主                     | 戰績                       |
| ------ | -------------- | ------ | ---- | -------- | -------------- | ------------------------ | -------------------------- |
| 第一匹 | Joule Heat     | 2020   | 雌   | 龍王     | 栗東・西園正都 | G1 Racing Co Ltd         | 4戰0冠0亞0季（退役・繁殖） |
| 第二匹 | Lys Polaire    | 2021   | 雌   | 龍王     |                | G1 Racing Co Ltd         | （未出戰）                 |
|        | （未配種）     |        |      |          |                |                          |                            |
| 第三匹 | Region Polaire | 2023   | 雌   | 神威啟示 | 美浦・堀宣行   | Shadai Race Horse Co Ltd | （出賽前）                 |
| 第四匹 | 子夜白光2024   | 2024   | 雄   | 神威啟示 |                |                          | （出賽前）                 |

## 血統簡介
父系大震撼為日本賽駒，爲日本賽馬史上第二匹無敗三冠馬，生涯出戰十四場賽事僅得兩場未能勝出，退役後配種成績亦極爲優秀，被譽為「平成之飛馬」。祖父週日寧靜是美國三冠賽雙料冠軍馬，退役後在日本配種，在日本馬壇相當成功，贏得多項分級賽事，其子嗣贏得巨額獎金，連續12年成為日本冠軍種馬。
母系Summer Night City為日本賽駒，生涯戰績不佳未能突破條件戰級別。外祖父喜利是路為法國賽駒，生涯戰績優秀，曾勝出一級賽凱旋門大賽、根利錦標及雷鵬錦標，更成功連霸聖格盧大賽。

### 血統表
| 父線：週日寧靜系（Halo系）                |                             |              |                 |
| 種馬 大震撼 2002年（棗色）                | 週日寧靜 1986年（棕色）     | Halo         | Hail to Reason  |
| 種馬 大震撼 2002年（棗色）                | 週日寧靜 1986年（棕色）     | Halo         | Cosmah          |
| 種馬 大震撼 2002年（棗色）                | 週日寧靜 1986年（棕色）     | Wishing Well | Understanding   |
| 種馬 大震撼 2002年（棗色）                | 週日寧靜 1986年（棕色）     | Wishing Well | Mountain Flower |
| 種馬 大震撼 2002年（棗色）                | 風中秀髮 1991年（棗色）     | Alzao        | 利法爾          |
| 種馬 大震撼 2002年（棗色）                | 風中秀髮 1991年（棗色）     | Alzao        | Lady Rebecca    |
| 種馬 大震撼 2002年（棗色）                | 風中秀髮 1991年（棗色）     | Burghclere   | Busted          |
| 種馬 大震撼 2002年（棗色）                | 風中秀髮 1991年（棗色）     | Burghclere   | Highclere       |
| 繁殖雌馬 Summer Night City 1999年（棗色） | 喜利是路 1993年（棗色）     | 神話王       | 北地舞人        |
| 繁殖雌馬 Summer Night City 1999年（棗色） | 喜利是路 1993年（棗色）     | 神話王       | Fairy Bridge    |
| 繁殖雌馬 Summer Night City 1999年（棗色） | 喜利是路 1993年（棗色）     | Helice       | Slewpy          |
| 繁殖雌馬 Summer Night City 1999年（棗色） | 喜利是路 1993年（棗色）     | Helice       | Hirondelle      |
| 繁殖雌馬 Summer Night City 1999年（棗色） | Diamond City 1998年（棗色） | 淘金者       | Raise a Native  |
| 繁殖雌馬 Summer Night City 1999年（棗色） | Diamond City 1998年（棗色） | 淘金者       | Gold Digger     |
| 繁殖雌馬 Summer Night City 1999年（棗色） | Diamond City 1998年（棗色） | Honeys Flag  | Hoist the Flag  |
| 繁殖雌馬 Summer Night City 1999年（棗色） | Diamond City 1998年（棗色） | Honeys Flag  | Cathy Honey     |
| 雌系：號族：9-h                           |                             |              |                 |
| 五代內近親交配：北地舞人 4×5              |                             |              |                 |

## 命名由來
名字Jour Polaire（ジュールポレール）於法語中，帶有極晝之意思，聯想自母系Summer Night City的名字，香港則取其含意，翻譯為「子夜白光」。

## 外部連結
- 子夜白光 netkeiba.com （页面存档备份，存于）
- 血統表 （页面存档备份，存于）